# Samuel Peter
Samuel Okon Peter (ur. 6 września 1980 w Akwa Ibom) – nigeryjski bokser, były zawodowy mistrz świata organizacji WBC w kategorii ciężkiej.

## Kariera amatorska
Peter był amatorskim mistrzem Nigerii w wadze ciężkiej. Reprezentował swój kraj na Olimpiadzie w Sydney w kategorii super ciężkiej. Przegrał w swoim drugim pojedynku na tym turnieju, z późniejszym brązowym medalistą, Paolo Vidozem.

## Kariera zawodowa
Peter przeszedł na zawodowstwo w lutym 2001 roku. W pierwszych 24 walkach był niepokonany. Pokonał między innymi Charlesa Shufforda, Jovo Pudara (oba pojedynki wygrał na punkty), dwukrotnego amatorskiego mistrza Stanów Zjednoczonych w kategorii półciężkiej, Jerremy'ego Williamsa (ciężki nokaut w drugiej rundzie), Gilberta Martineza (techniczny nokaut w rundzie trzeciej) i Taurusa Sykesa (nokaut w drugiej rundzie).
24 września 2005 roku, w walce eliminacyjnej IBF i WBO z Wołodymyrem Kłyczko doznał swojej pierwszej porażki. Ukrainiec po ciosach Petera trzy razy leżał na deskach, lecz mimo to zdołał wygrać pojedynek jednogłośną decyzją sędziów.
Jeszcze w grudniu tego samego roku Peter pokonał na punkty Roberta Hawkinsa. W kwietniu następnego roku znokautował już w pierwszej rundzie Juliusa Longa. Później doszło do dwóch kolejnych pojedynków eliminacyjnych WBC z Jamesem Toneyem. 2 września 2006 Nigeryjczyk wygrał niejednogłośną decyzją sędziów. Z powodu niejednoznacznego wyniku federacja WBC nakazała obu pięściarzom stoczyć pojedynek rewanżowy. Odbył się on 6 stycznia 2007. Peter wygrał po raz drugi, tym razem już jednogłośną decyzją na punkty.
Dzięki tym zwycięstwom Peter stał się oficjalnym pretendentem do tytułu mistrza świata WBC i 6 października 2007 roku miał się zmierzyć z aktualnym mistrzem tej organizacji, Olegiem Maskajewem. Rosjanin wycofał się jednak z powodu kontuzji i WBC przyznała Nigeryjczykowi tytuł tymczasowego mistrza świata. Zamiast Rosjanina Peter stoczył w obronie tytułu walkę z Jameelem McCline'em, którą wygrał jednogłośnie na punkty, mimo trzech nokdaunów w drugiej i trzeciej rundzie.
8 marca 2008 roku zmierzył się w końcu z Maskajewem i pokonał przez techniczny nokaut w 6 rundzie, odbierając mu  tym samym tytuł regularnego mistrza świata organizacji WBC. Stracił go już w następnej walce, 11 października 2008 roku, przegrywając z Witalijem Kłyczko. Nigeryjczyk zdecydował się na zakończenie walki w przerwie między ósmą i dziewiątą rundą.
W marcu 2009 roku przegrał na punkty z Eddiem Chambersem, natomiast kolejne cztery walki zakończyły się zwycięstwami Petera.
11 września 2010 roku we po raz drugi zmierzył się z Wołodymyrem Kłyczką. Stawką pojedynku były pasy mistrzowskie organizacji IBF i WBO. Peter przegrał przez techniczny nokaut w dziesiątej rundzie po jednostronnej walce.
W kwietniu następnego roku przegrał przez nokaut w dziewiątej rundzie z Robertem Heleniusem.
Powrócił na ring po kilkuletniej absencji na gali w Oklahoma City 27 września 2014 roku. Nigeryjczyk pokonał przez techniczny nokaut w pierwszej rundzie  Amerykanina Rona Aubreya  (44-18-0).